# Romano Dazzi
Romano Dazzi (Roma, 10 febbraio 1905 – La Lima, 16 agosto 1976) è stato un pittore italiano.

## Biografia

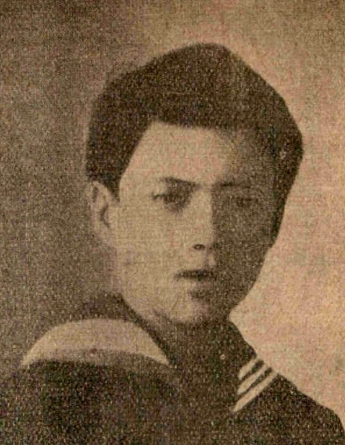
Romano Dazzi nel 1919

Nacque a Roma da genitori di origine carrarese, il celebre scultore e pittore Arturo Dazzi e Lia Scopsi. Enfant prodige, da subito manifestò talento per il disegno. Nel 1919, Anton Giulio Bragaglia lo invitò a esporre nella sua Casa d'Arte. Fu la prima personale di Dazzi, dove furono esposti animali, ritratti e scene di guerra, che gli fecero raggiungere fama anche all'estero. 
Dopo l'abbadono della famiglia da parte del padre, si formò sotto la guida di Ugo Ojetti, che cercò di indirizzarne lo sviluppo artistico. 
Dopo un viaggio in Libia nel 1923 al seguito delle truppe coloniali italiane del maresciallo Rodolfo Graziani, Dazzi sperimentò la ceramica, l'affresco e l'incisione senza mai abbandonare il disegno. 
Nel 1928 l'americano Walter Beck pubblicò uno studio dedicato al giovane artista dal titolo Self-Development in Drawing as Interpreted by the Genius of Romano Dazzi and Other Children. 
Fra il 1928 e il 1930 decorò l'Aula Magna dell'Accademia di Educazione Fisica al Foro Mussolini di Roma con quattro affreschi a soggetto sportivo. Nel 1936 vinse la medaglia d'argento ai concorsi d'arte delle Olimpiadi per i bozzetti degli affreschi.
Nel 1929 sposò Vanna Farina Cini, con cui ebbe tre figli: Marco, Andrea e Chiara. 
Nel 1930 partecipò alla IV Triennale di Arti Decorative e Industriali di Monza dove presentò alcuni modelli di vasi realizzati per la Manifattura Cantagalli di Firenze, di proprietà della suocera Flavia Cantagalli.  

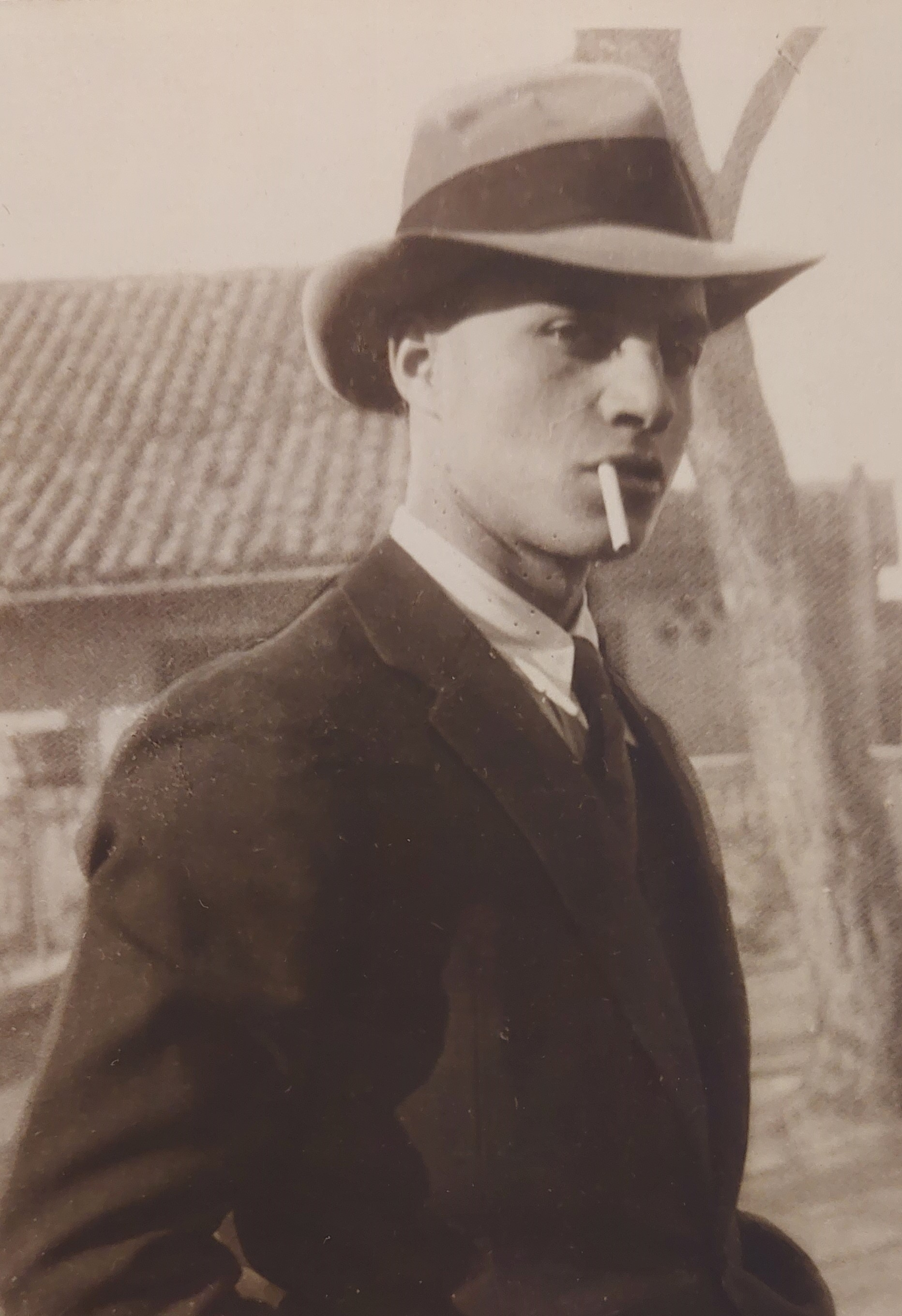
Romano Dazzi a Roma nei primi anni Venti

Nel 1931 compì un secondo viaggio in Libia, in cui realizzò una ricca serie di disegni e affreschi su graticcio.
Fra gli anni venti e trenta espose in importanti mostre in Italia e all'estero, fra cui le Biennali di Venezia e le mostre coloniali. Nel 1943 realizzò per la Regia Marina una serie di distintivi di lunga navigazione di guerra e alcune coppe in argento.
Dopo la Seconda guerra mondiale, si ritirò sulla Montagna Pistoiese in un progressivo isolamento, abbandonando l'arte a soli cinquant'anni d'età.